# Eugenio Castellotti
Eugenio Castellotti (Lodi, 1930. október 10. – Modena, 1957. március 14.) olasz autóversenyző, 1956-ban megnyerte a Mille Migliát és a Sebringi 12 órás autóversenyt. 

## Pályafutása
Az 1950-es évek elején rendezett portkocsiversenyek koronázatlan királya volt. 1955-ben mutatkozott be a Formula–1-ben, az argentin nagydíjon, ahol egy Lanciát vezetett. A következő futamon, Monacóban már második lett. Csapattársa, Alberto Ascari halála után ő lett a Lancia frontembere. Még háromszor végzett pontszerző helyen, így az összetettben harmadik lett. 1956-ban a Lancia-Ferrari csapattal folytatta. A francia nagydíjon második lett, az összetettben pedig hatodik. 

### Halála
1957. március 14-én a Sebringi 12 órás versenyre készülve, a Modenai versenypályán tesztelte Ferrariját. Kerítésnek hajtott és azonnal meghalt.

## Teljes Formula–1-es eredménysorozata
(Táblázat értelmezése)

(Félkövér: pole-pozícióból indult; dőlt: leggyorsabb kört futott) 

| Év   | Csapat  | 1      | 2      | 3   | 4      | 5      | 6       | 7      | 8      | Csapat  | Helyezés | Pont |
| ---- | ------- | ------ | ------ | --- | ------ | ------ | ------- | ------ | ------ | ------- | -------- | ---- |
| 1955 | Lancia  | ARG Ki | MON 2. | 500 | BEL Ki | NED 5. | GBR 6.  | ITA 3. |        | Ferrari | 3.       | 12   |
| 1956 | Ferrari | ARG Ki | MON 4. | 500 | BEL Ki | FRA 2. | GBR 10. | GER Ki | ITA 8. | Ferrari | 6.       | 7.5  |
| 1957 | Ferrari | ARG Ki | MON    | 500 | FRA    | GBR    | GER     | PES    | ITA    | Ferrari | –        | 0    |

## Fordítás
- Ez a szócikk részben vagy egészben  az   Eugenio Castellotti című angol Wikipédia-szócikk fordításán alapul.  Az eredeti cikk szerkesztőit annak laptörténete sorolja fel. Ez a jelzés csupán a megfogalmazás eredetét és a szerzői jogokat jelzi, nem szolgál a cikkben szereplő információk forrásmegjelöléseként.